# Crassula cymosa
Crassula cymosa (P.J.Bergius, 1767) è una pianta succulenta appartenente alla famiglia delle Crassulaceae, endemica del Sudafrica.
L'epiteto specifico cymosa deriva dal greco κυμα, cyma, con riferimento alle infiorescenze cimose tipiche di questa ed altre specie di Crassula.

## Descrizione

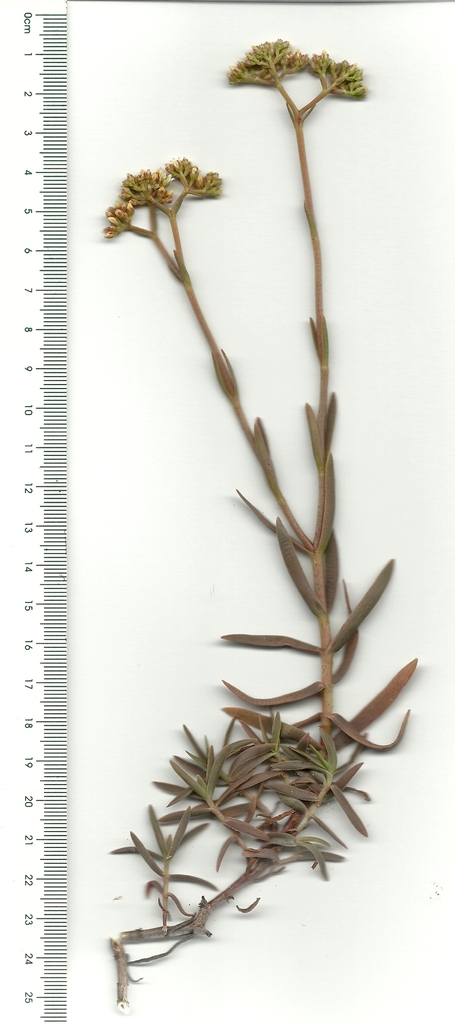
Campione di C. cymosa.

C. cymosa è una pianta perenne a portamento arbustivo, dalla forma arrotondata e composta da steli fittamente ramificati, che possono raggiungere un'altezza di 25 centimetri. Questi hanno un aspetto legnoso alla base, dove assumono un colore marrone, raggiungendo i 2,5 millimetri di diametro.
Le foglie ascendenti, dalla forma lineare-ellittica e le punte da acute a subulate, misurano 15–25 mm in lunghezza per 1,5–3 mm in larghezza. Hanno una pagina superiore da piatta a convessa, quella inferiore convessa ed entrambe dall'aspetto glabro, con alcune ciglia in posizione marginale.
Le infiorescenze a tirso, che si sviluppano nel periodo primaverile-estivo, presentano un sommità appiattita e sono fittamente ramificate in numerose dicasia. Le sorregge un peduncolo alto fino ad 11 cm, ricoperto da numerose brattee simili alle foglie, ma di dimensioni più contenute.
I fiori, sessili oppure uniti alla pianta attraverso un pedicello lungo circa 1 mm, hanno un calice costituito da sepali dalla forma lineare-lanceolata, lunghi circa 2 mm. La corolla, di forma tubolare ed ampia 3–4 mm, è composta da petali bianchi, anch'essi dalla forma lineare-lanceolata, lunghi 3,5 mm e nella metà inferiore fusi tra loro. Gli stami portano delle antere di colore giallo.

## Distribuzione e habitat
C. cymosa è una specie endemica della Provincia del Capo Occidentale e, in particolare, la si può trovare nelle aree al di sotto dei 350 metri sul livello del mare comprese tra la penisola del Capo e la cittadina di Vanrhynsdorp.
Il suo areale è suddiviso tra le due ecoregioni di fynbos e Karoo Succulento, dove predilige i pendii ghiaiosi o sabbiosi delle dolci colline della zona.